# Juan Zambudio Velasco
Juan Zambudio Velasco, plus connu comme Velasco, né le 21 novembre 1921 à La Alquería et décédé le 21 janvier 2004 à Igualada, est un joueur et entraîneur de football espagnol, qui jouait au poste de gardien de but.

## Biographie
Il fait la plupart de sa carrière au FC Barcelone où il débute en 1942, à l'âge de 21 ans. Il avait l'habitude porter une casquette lorsqu'il jouait, à cause du vent et du soleil car les matchs étaient joués à 15 heures. Il est le gardien titulaire du Barça jusqu'à sa blessure aux yeux. Lorsqu'il recouvre une vue normale, sa place de titulaire est disputée avec l'autre grand gardien du club de l'époque, Antoni Ramallets, et Velasco passe le reste de son temps sur le banc.
En 1954, il quitte le Barça pour jouer au CE Sabadell FC, où il prend sa retraite une saison plus tard. Après sa retraite, il travaille en tant qu'entraîneur de son ancien club du CE Sabadell FC puis de nombreux autres clubs catalans ou espagnols.
Il fait un match officiel avec l'équipe B espagnole.

## Palmarès
FC Barcelone
- Championnat d'Espagne : 1944–45, 1947–48, 1949–49, 1951–52, 1952–53
- Coupe d'Espagne : 1950–51, 1951–52, 1952–53
- Coupe latine : 1949, 1952
- Coupe Eva Duarte : 1945, 1948, 1952, 1953
- Copa de Oro Argentina : 1945

### Distinction personnelle
- Trophée Zamora : 1947–48